# A les verdes i les madures
A les verdes i les madures (títol original en francès, Un homme heureux) és una pel·lícula francesa dirigida per Tristan Séguéla i estrenada el 2023. S'ha doblat i subtitulat al català.
Els dos guionistes, Isabelle Lazard i Guy Laurent, que viuen a Sorrus, a la regió de Montreuil-sur-Mer, van ambientar la història no gaire lluny de casa seva. El director Tristan Séguéla, després d'una breu visita a la ciutat de Montreuil, va decidir que aquest seria el lloc per al rodatge de la pel·lícula.